# 托茂语
托茂语，使用者自称托茂、托茂家，汉、回等族称其为托茂鞑子，汉文史籍称骆毛鞑子、骆毛人、托茂人，均为托茂的异写。有的学者认为托茂是藏语托日木的转音，意为流散人员。托茂语是一种混合阿拉伯语和波斯语词汇的蒙古语的混合语言。使用者是中国蒙古族地区的部分穆斯林，居住在青海省海北藏族自治州海晏县、祁连县。原系青海蒙古和硕特部南右翼后旗（原在今海晏县）的属民，因有这部分属民，故该旗俗称为“托茂公”。
托茂语中的阿拉伯波斯宗教词汇跟回民的差别较大，阿拉善地区的语言中有很明显的维吾尔语痕迹。